# Boeing CH-47 Chinook
CH-47 Chinook – wielozadaniowy, dwusilnikowy, dwuwirnikowy śmigłowiec o dużym udźwigu produkowany przez amerykańską firmę Boeing.
Dwa wirniki o przeciwnych kierunkach obrotu eliminują potrzebę użycia tylnego pionowego wirnika, umożliwiając wykorzystanie całej mocy do pionowego wznoszenia i pozwalają osiągnąć prędkości rzędu 278 km/h. Główną funkcją tego helikoptera jest transport wojska i ekwipunku. Śmigłowce Chinook są używane w 16 krajach. Największymi użytkownikami Chinooka są armia USA i brytyjski RAF. Ponadto znajdują się one na wyposażeniu armii takich państw, jak Egipt, Australia, Grecja, Kanada, Włochy, Izrael, Japonia i Tajlandia.
CH-47 Chinook jest następcą śmigłowca Boeing CH-46 Sea Knight i ma bardzo podobną do niego sylwetkę latającego banana wywodzącą się z jeszcze wcześniejszej konstrukcji Piasecki CH-21 Shawnee. CH-47 powstał na zamówienie armii amerykańskiej potrzebującej równie doskonałego co CH-46 śmigłowca transportu taktycznego, ale o większym udźwigu.
Komercyjny model tego helikoptera to Boeing 234 Chinook, jest używany do transportu, w lotnictwie pasażerskim, gaszenia pożarów lasów, zaopatrywania platform wiertniczych i tym podobnych operacji.

## Historia

### Geneza

#### V-107

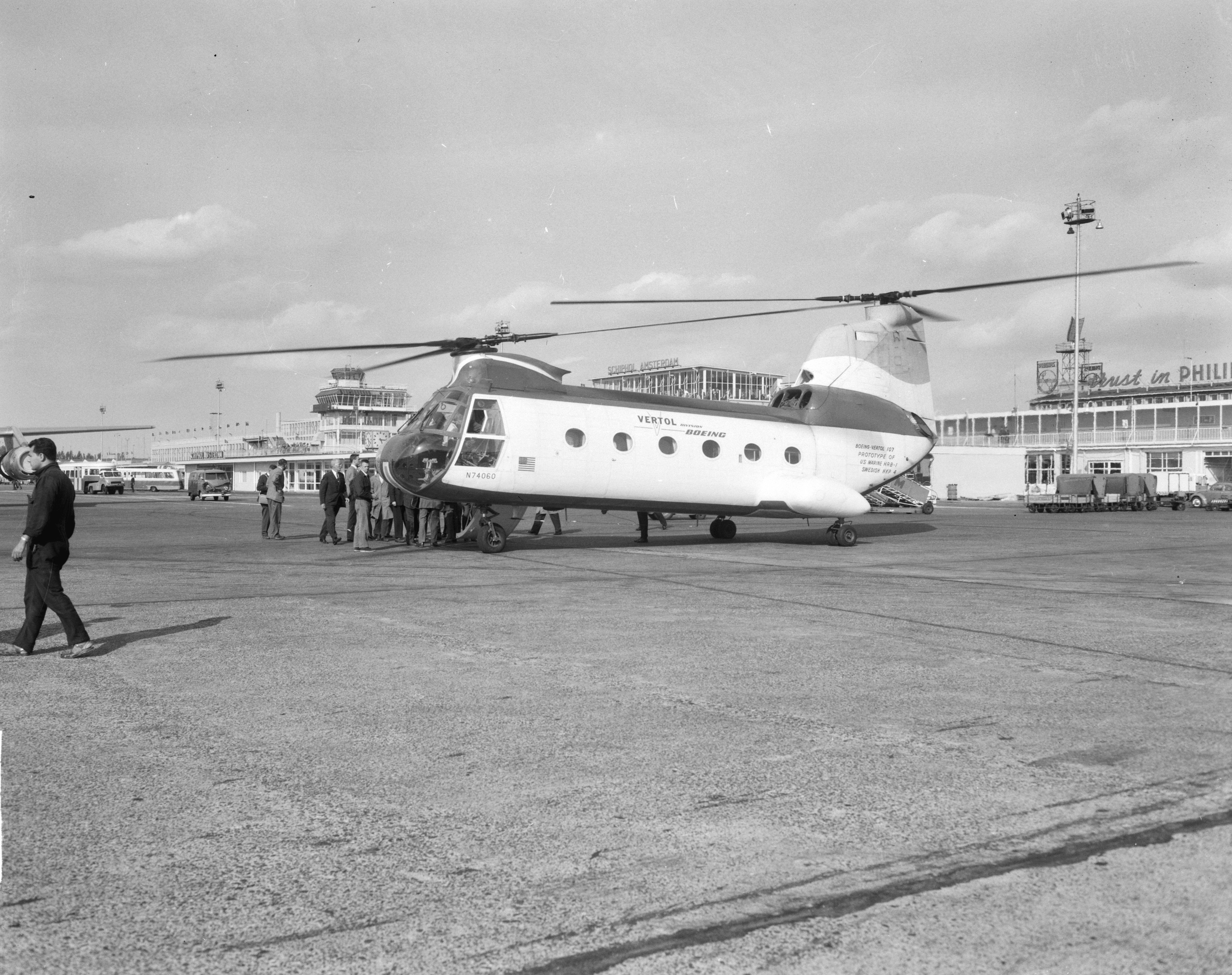
Prototyp V-107

Dysponując pozytywnymi doświadczeniami z eksploatacji śmigłowców w trakcie wojny koreańskiej, w połowie lat 50. XX wieku, United States Army rozpoczęły poszukiwania konstrukcji zdolnej zastąpić ciężki śmigłowce transportowe Sikorsky CH-37 Mojave. W owym okresie były już dostępnie lekkie silniki turbowałowe o dużej mocy, których użycie w budowie śmigłowców, w miejsce ciężkich jednostek tłokowych, dały konstruktorom nowe możliwości. Reagując na zapotrzebowanie amerykańskiej armii, szef wydziału projektowego wytwórni Vertol Corporation Thomas Pepper, następczyni Piasecki Helicopter, w latach 1956 - 1957, odbył szereg spotkań z przedstawicielami US Army oraz United States Air Force, United States Navy, United States Marine Corps i National Advisory Committee for Aeronautics. Ich celem było zaznajomienie się ze szczegółowymi wymaganiami poszczególnych rodzajów sił zbrojnych, które pozwoliły by na opracowanie konstrukcji, spełniającej bardzo szerokie wymagania i przystosowanej do realizacji znaczącego spektrum misji. Po analizie około 300 konfiguracji, inżynierowie Vertola, uznali, iż najlepszym rozwiązaniem będzie dwuwirnikowy śmigłowiec w układzie podłużnym. Wstępny projekt, oznaczony jako Vertol Model 107 (V-107) został zaprezentowany szefowi Lotnictwa Wojsk Lądowych generałowi Hamiltonowi Howze 22 lipca 1957 roku. Vertol zobowiązał się do przeprowadzenia na własny koszt całego etapu montażowego, od budowy prototypu, testy, opracowanie wersji docelowej oznaczonej wstępnie jako Model 107-1. Jedynym kosztem, który obciążał budżet armii były należące do niej silniki turbowałowe Lycoming T53-L-1, które przekazano Vertolowi do budowy prototypu.

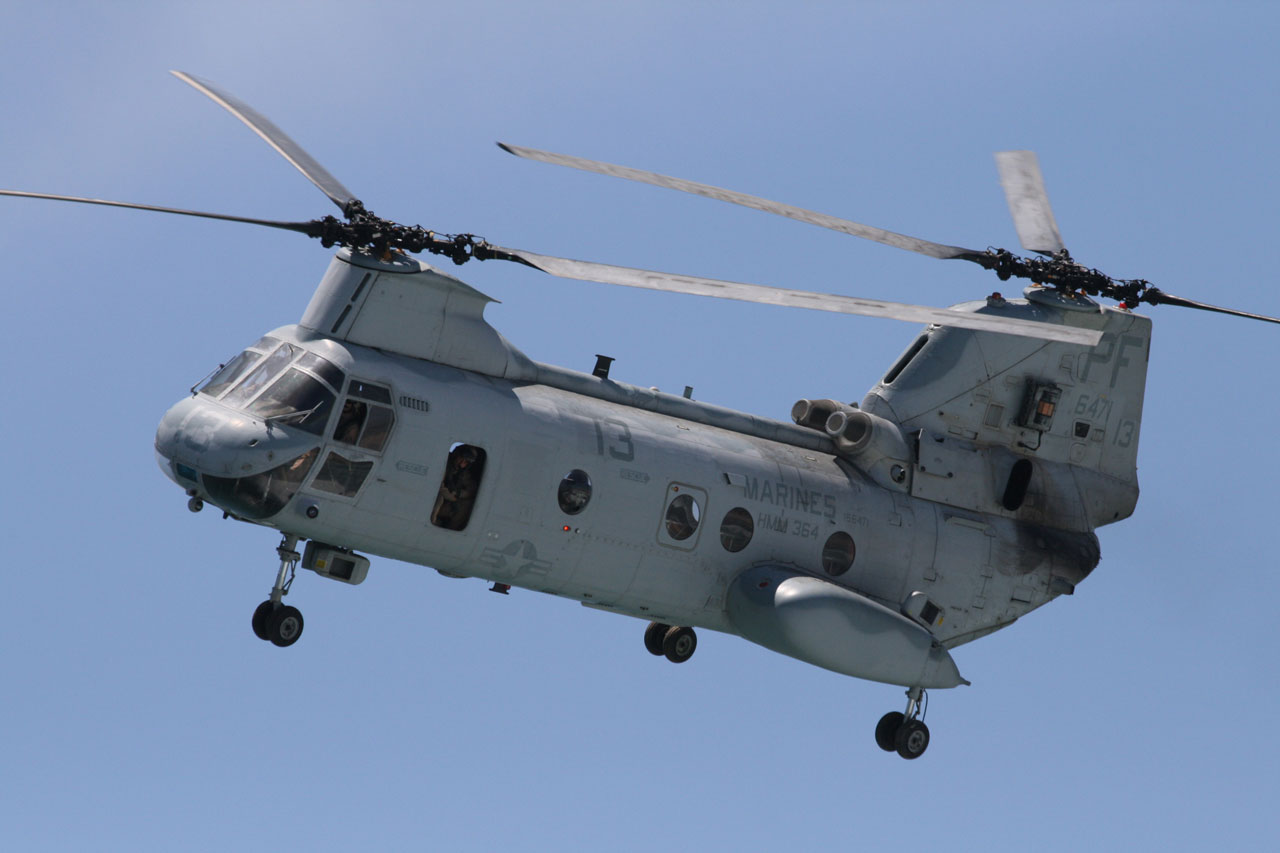
CH-46 Sea Knight

Prace nad prototypem V-107 rozpoczęto 19 maja 1957 roku. Nowa konstrukcja miała dwa trójłopatowe wirniki umieszczone na pylonach, w których nasadach umieszczono silniki turbowałowe Lycoming T53-L-1. Kadłub był na tyle krótki, że tarcze obracających się wirników nachodziły a siebie. Aby zapobiec ich zderzaniu się, tylny pylon był dłuższy, wynosząc tylny wirnik wyżej niż przedni. Z maszyny Piasecki HUP Retriever zapożyczono układ przeniesienia mocy. 31 marca 1958 roku odbyła się uroczystość wytoczenia ukończonego prototypu z hali montażowej (roll out) a 22 kwietnia tego samego roku śmigłowiec po raz pierwszy wzbił się w powietrze. Pozytywna ocena nowego śmigłowca zaowocowała złożeniem zamówienia 6 czerwca 1958 roku na budowę dziesięciu maszyn dla US Army ale z nową jednostką napędową General Electric YT58-GE-6. Śmigłowiec otrzymał oznaczenie YHC-1A. Obok nowych silników, zastosowano nowy układ przeniesienia mocy, nowe wirniki, przekonstruowano kabinę ładunkową, która w porównaniu z prototypem była nieco krótsza, węższa i niższa. Zamówienie dla wojsk lądowych zostało zredukowane do trzech maszyn. Pierwszy egzemplarz YHC-1A ukończono w lipcu 1959 roku i 27 sierpnia tego samego roku maszynę oblatano. Równolegle trwały przetasowania w zamówieniach nowego śmigłowca. US Army całkowicie zrezygnowała z pozyskania konstrukcji, za to swoje zainteresowanie wyraziła piechota morska, gdzie śmigłowiec otrzymał oznaczenie HRB-1 i siły powietrzne, z oznaczeniem XH-49A. Następnie US Air Force zrezygnowała z zakupu ale w ich miejsce pojawiła się US Navy, która podjęła decyzje o zakupie. W 1962 roku ujednolicono system oznaczeń statków powietrznych w poszczególnych rodzajach amerykańskich sił zbrojnych i V-107 otrzymał oznaczenie CH-46 Sea Knight.

#### V-114
Brak zainteresowania V-107 ze strony US Army wynikał z faktu, iż uznała ona maszynę za zbyt małą do realizacji misji transpotowych i zbyt cieżką do prowadzenia zadań wsparcia. Fiasko V-107 nie przekreśliło jednak planów US Army pozyskania maszyny spełniającej jej wymagania. Zdefiniowano kolejne wymagania, które musiał spełnić nowy średni śmigłowiec transportowy. W ich opracowaniu ponownie wziął udział Thomas Pepper. Ukończone, Dowództwo Materiałów Lotniczych, 25 czerwca 1958 roku rozesłało do wytwórni lotniczych: Bella, Kamana, McDonella, Sikorskiego i Vertola. Vertol skupił się na modyfikacji projektu V-107. Powiększono kadłub zwiększając tym samym objętość ładowni. Niewielkie boczne sponsony obecne na CH-46, w nowym projekcie znacznie wydłużono, obejmując nimi większość kadłuba. Zdwojono przednie podwozie. Trójłopatowe wirniki zastąpiono czterołopatowymi. Do napędu wybrano układ trzech silników Lycoming T55-L-3. Rozważano jeszcze konstrukcje napędzane czterema jednostkami General Electric T-58-GE-8, którą uznano jednak za zbyt skomplikowaną lub dwoma General Electric T64-GE-2. W owym okresie jednostki T64 nie osiągnęły jeszcze pełnej dojrzałości konstrukcyjnej. 4 marca 1959 roku, po zapoznaniu się z nadesłanymi projektami, specjalna komisja Wojsk Lądowych i Sił Powietrznych, do dalszej realizacji zarekomendowała oficjalnie, choć nie jednomyślnie, projekt Vertola, oznaczony jako Model 114 (V-114).

### Prototyp
W czerwcu 1959 roku Vertol zawarł kontrakt na budowę pięciu lotnych prototypów, pełnowymiarowej makiety, prototypu do prób statycznych i zmęczeniowych. Nim doszło do rozpoczęcia budowy prototypu, Vertol ponownie zmodyfikował projekt. Zrezygnowano z trzech silników, pozostając przy dwóch jednostkach Lycoming T55-L-3 napędzających trójłopatowe wirniki. Obydwa silniki umieszczono po bokach tylnego pylonu na zewnątrz kadłuba. Takie rozmieszczenie miało minimalizować ryzyko utraty obydwu jednostek w przypadku pojedynczego trafienia w tylny pylon śmigłowca jak również ułatwiać dostęp do silników w trakcie ich napraw i konserwacji. W sponsonach umieszczono zbiorniki paliwa o pojemności 2135 l. Spodnia część kadłuba oraz sponsony uszczelniono, dzięki czemu w przypadku wodowania, maszyna miała unosić się na wodzie. Konstrukcja miała być zdolna do przewozu maksymalnie 44 żołnierzy ewentualnie 24 rannych na noszach plus dwóch sanitariuszy lub 4581 kg ładunku w kabinie ładunkowej lub 7258 kg na zewnętrznym podwieszeniu. Nowa konstrukcja otrzymała oznaczenie YHC-1B. W styczniu 1960 roku dokonano inspekcji makiety śmigłowca. 28 kwietnia 1961 roku odbyła się uroczystość wytoczenia pierwszego ukończonego prototypu z hali montażowej (roll out). 12 lipca tego samego roku, śmigłowiec wykonywał próbne kołowania po fabrycznym lotnisku, doszło wówczas do awarii. Uległa jej przekładnia sprzęgająca oba wirniki, synchronizująca ich obroty. Konsekwencją było zderzenie łopat obydwu wirników ze sobą, co spowodowało uszkodzenie obydwu pylonów, wirników, instalacji olejowych, przekładni i wałów. Uszkodzenia zostały naprawione ale maszyna nigdy nie wzbiła się w powietrze. Posłużyła do naziemnych testów jednostek napędowych. 26 października 1962 roku przekazano ją formalnie US Army. Armia wykorzystała ją do testów odporności na ostrzał. Prawie całkowicie zniszczoną, spisano ją ze stanu 1 czerwca 1971 roku.
W czerwcu 1961 roku ukończono drugi prototyp i to on jako pierwszy został oblatany. 21 września tego samego roku wykonał swobodny zawis a 19 października 1961 roku pełnoprofilowy lot. Za sterami maszyny, w obydwu przypadkach siedział pilot testowy Len LaVassar. Maszyna brała udział w próbach fabrycznych aby następnie, 24 kwietnia 1964 roku trafić formalnie do US Army. Nieco wcześniej, bo 17 stycznia 1964 roku, przekazano armii trzeci prototyp, który wykorzystywano do przeprowadzenia testów w locie. Przekazany US Army śmigłowiec był równolegle prototypem wersji CH-47B. Czwarty wybudowany prototyp jako pierwszy trafił do US Army 26 kwietnia 1962 roku. Armia wykorzystała maszynę do intensywnych prób eksploatacji śmigłowca w skrajnych warunkach pogodowych. Ostatni, piąty wybudowany prototyp, został wykorzystany przez producenta do testów modernizacyjnych a do US Army trafił 29 sierpnia 1963 roku. W aktywnej służbie w armii wszystkie przekazane przez producenta prototypu pozostawały do 1 marca 1970 roku gdy zostały spisane ze stanu.

## Wersje śmigłowca Chinook

### CH-47A
Powstały na podstawie prototypowego śmigłowca Boeing Vertol YCH-1B/YCH-47A, który został oblatany 21 września 1961 r. CH-47A Chinook był zdolnym do działania w każdych warunkach pogodowych śmigłowcem o średnim udźwigu, który po raz pierwszy wprowadzono do służby podczas wojny wietnamskiej w 1966 r. Napęd śmigłowca CH-47A stanowiły dwa silniki firmy AlliedSignal typu T55-L-5 o mocy 2200 KM (1640 kW) lub T55-L-7 o mocy 2650 KM (1980 kW) każdy.

### A/ACH-47A i ACH-47A
Skrót od Armed/Armored (ang. uzbrojony/opancerzony). Cztery maszyny typu CH-47 przerobiono na wersję bojową pod koniec 1965 r. Podczas testów nad Południowym Wietnamem stracono trzy maszyny, a czwartą wycofano ze służby i odesłano do USA. Program modernizacji CH-47 do roli śmigłowca bojowego przerwano.

Uzbrojenie śmigłowców ACH-47A stanowiło pięć karabinów maszynowych M60D kalibru 7,62 mm lub M2HB kalibru .50 BMG (12,7 mm), dwa działka M24 kalibru 20 mm, dwie 19-rurowe wyrzutnie niekierowanych pocisków rakietowych kalibru 70 mm lub czasami dwa karabiny maszynowe M18/M18A1 kalibru 7,62 mm typu minigun i granatnik M75 kalibru 40 mm.

### CH-47B
Napędzany dwoma silnikami AlliedSignal typu T55-L-7C o mocy 2850 KM (2130 kW) śmigłowiec z przebudowanym kadłubem charakteryzującym się mniejszymi oporami powietrza i zmienionymi łopatami wirników. Był standardowym śmigłowcem transportowym podczas wojny wietnamskiej, uzbrojonym w trzy karabiny maszynowe M60D, po dwa w bocznych drzwiach i jeden na tylnej rampie. Niektóre egzemplarze były używane do przenoszenia bomb i zrzucania napalmu na stanowiska Vietcongu. Śmigłowiec CH-47 mógł być wyposażony w hak i dźwig umożliwiający przenoszenie ładunków pod kadłubem, które były często wykorzystywane do odzyskiwania zestrzelonych samolotów i śmigłowców. Łącznie przy pomocy śmigłowców Chinook odzyskano ponad 12 tysięcy różnych statków powietrznych na łączną kwotę ponad 3 miliardów dolarów.

### CH-47C
Śmigłowiec wyposażony we wzmocnione przekładnie główne i mocniejsze silniki AlliedSignal typu T55-L-11C o mocy 3750 KM (2800 kW), oraz zwiększonym zasięgu działania. CH-47C mógł przenieść 44 żołnierzy lub 24 rannych wraz z dwiema osobami personelu medycznego. Użytkowany od 1980 r. przez RAF śmigłowiec Chinook HC.1 jest odpowiednikiem CH-47C.
Późniejsza wersja Super-C została wyposażona w jeszcze mocniejsze silniki Lycoming T55-L-712 i nowe szersze łopaty wirników głównych wykonane z włókien szklanych.

### CH-47D
Wzmocniona konstrukcyjnie wersja wyposażona początkowo w silniki T55-GA-712, a później w T55-GA-714, zdolna do przenoszenia ciężkich ładunków podwieszonych do trzech haków pod kadłubem. W zastosowaniach cywilnych zdolna do przenoszenia ciężkich maszyn budowlanych lub 12-metrowych kontenerów z prędkością 250 km/h. W misjach wsparcia piechoty najczęściej stosowana do przenoszenia haubicy M198, wraz z zapasem 30 sztuk amunicji i 11-osobową obsługą. Śmigłowiec wyposażony jest w zaawansowane systemy awioniczne włącznie z odbiornikiem systemu GPS.
CH-47D odegrał znaczącą rolę w operacjach w Iraku i Afganistanie przewożąc żołnierzy, a później dostarczając zaopatrzenie. Podczas działań w Afganistanie operował w terenie górzystym na wysokościach ograniczających użycie podstawowego śmigłowca transportowego armii amerykańskiej UH-60 Black Hawk. Zazwyczaj CH-47 jest osłaniany w lotach bojowych przez śmigłowce bojowe AH-64 Apache.
Użytkowane przez RAF śmigłowce Chinook HC.2 i Chinook HC.2A są odpowiednikami CH-47D.

### CH-47F
Zmodernizowana wersja CH-47D oblatana w 2001 r. Nowe silniki i awionika, zwiększony zasięg i udźwig, zmniejszenie drgań. Produkcja seryjna rozpoczęła się we wrześniu 2006 r. US Army pozyska łącznie 464 sztuk w wersjach Block 1, 2 i 3. Włoska AgustaWestland zmontuje 16 sztuk oznaczonych ICF-47F. Wśród klientów zagranicznych są Wielka Brytania (24), Holandia (18), Kanada (15), Australia (10) i Turcja (11). CH-47F wykorzystują awionikę Rockwell Collins CAAS, wspólną dla śmigłowców US Army. Holenderskie CH-47F(NL) wykorzystują awionikę Honeywell ACMS Block 6, ponieważ na CH-47D wykorzystywano awionikę w wersji Block 5.

### MH-47
Wersja przeznaczona dla sił specjalnych posiadająca możliwość tankowania w locie, szybką wyciągarkę linową i wiele innych usprawnień. Obecnie używana jest wersja MH-47E, a kolejna, zmodernizowana MH-47G jest jeszcze w fazie rozwoju.
Brytyjskie Siły Powietrzne używają zamówionych w 1995 r. ośmiu śmigłowców tego typu oznaczonych jako Chinook HC.3 przeznaczonych do działań oddziałów specjalnych.

## Użytkownicy

### Aktualni użytkownicy
Australia (10 CH-47F)
- Australian Army – Pierwotnie w 1972 roku zamówiono 12 CH-47C dla Royal Australian Air Force. Dostarczono je do Brisbane na pokładzie lotniskowca HMAS Melbourne w marcu 1974, skąd trafiły do No 12 Squadron RAAF w bazie Amberley, koło Ipswich, Queensland. W 1975 jeden z Chinooków lądował awaryjnie, w wyniku czego doznał poważnych uszkodzeń, powrócił do służby w 1981 roku. 4 kwietnia 1985 na tamie koło Toowoomba rozbił się Chinook A15-001, powodując śmierć oficera RAF. 30 czerwca 1989 rozwiązano 12. eskadrę, a zadania po wycofanych Chinookach powierzono S-70A-9 Black Hawk. Śmigłowce wystawiono na sprzedaż, ale w 1991 postanowiono nabyć 6 CH-47D. W ramach reorganizacji sił zbrojnych wszystkie śmigłowce przeszły pod dowództwo wojsk lądowych. W 1993 11 śmigłowców odesłano do USA, w tym siedem z nich sprzedano US Army, aby sfinansować modernizację do wersji D czterech sztuk. Ponowną eksploatację rozpoczęto w 1995. Dwa nowe CH-47D zamówiono w 1998, dostarczone je w 2001 roku[6]. W 2011 zamówiono dwa używane amerykańskie CH-47D, które dostarczono do Townsville w czerwcu 2012. Chinooki były używane w Afganistanie od 2006 roku[7]. W maju 2011 w Afganistanie rozbił się jeden CH-47D. Dla zastąpienia Chinooków w wersji D w 2010 za około 470 mln USD zamówiono 7 CH-47F. Dwie sztuki odebrano 5 maja 2015[8], a ostatnią 10 sierpnia 2015[9]. Pod koniec 2015 roku dokupiono dalsze trzy CH-47F za ok. 180 mln USD, a dostarczono je po czterech miesiącach[10].
  - 5th Aviation Regiment, Townsville, Queensland

 Egipt (19 CH-47C/D)
- Egipskie Siły Powietrzne pierwsze 15 CH-47C wyprodukowanych we Włoszech odebrano w 1982 roku, te maszyny miały być przeznaczone pierwotnie dla Iranu. Dalsze 4 CH-47D dokupiono w 1999 bezpośrednio z USA wraz z modernizacją posiadanych maszyn. Wszystkie śmigłowce opłaciły USA w ramach bezzwrotnej pomocy wojskowej FMF.

 Grecja (25 CH-47D)
- Wojska lądowe Grecji Ellinikós Stratós od 1981 roku otrzymały 10 CH-47C. Wraz z dostawami siedmiu kolejnych Chinooków w wersji D około 2001 roku, starsze maszyny zmodernizowano do standardu CH-47DG/SD, których do 2016 było na stanie 15 sztuk. W 2015 zamówiono 10 używanych CH-47D (zmodernizowane CH-47C gwardii narodowej USA), których dostawy rozpoczęto pod koniec 2016 roku[11]. W 2017 roku wpłynęło zapytanie o dalsze pięć CH-47D[12].

 Hiszpania (17 CH-47D)
- Ejército de Tierra odebrały pierwotnie 13 CH-47C, 9 z nich zmodernizowano do wersji D, pozostałe maszyny były produkowane jako CH-47D, maszyny te służyły w Afganistanie.

 Holandia (11 CH-47D, 6 CH-47F)
- Koninklijke Luchtmacht odkupiły 7 CH-47C od Kanady i przebudowały je na CH-47D, do nich dokupiono 6 nowych CH-47D, z 13 CH-47D dwa utracono. 8 października 2012 Ministerstwo obrony Holandii odebrało pierwsze dwa z sześciu śmigłowców typu CH-47F(NL). W kwietniu 2016 dla zastąpienia 11 posiadanych CH-47D zamówiono dalsze 12 CH-47F[5].

 Iran (26 CH-47C)
- Wszystkie irańskie CH-47C wyprodukowały zakłady Elicotteri Meridionali we Włoszech (późniejsza Agusta). W 1971 zakupiono pierwsze 20 sztuk, w latach 1972–1976 kolejne 70 sztuk, w 1978 zamówiono dalsze 50. Do czasu wybuchu rewolucji w 1980 dostarczono 60 lub 70 maszyn, dalsze 8 dostarczono po uwolnieniu amerykańskich zakładników, ostatnie 11 zbudowanych i zatrzymanych we Włoszech CH-47C sprzedano USA. W czasie wojny z Irakiem śmigłowce były intensywnie wykorzystywane do szybkiego przerzutu wojsk, w tym czasie kilka maszyn zestrzelono. W trakcie wojny utracono przynajmniej osiem maszyn, dwie rozbiły się przed wojną. W służbie wojsk lądowych IRIAA pozostaje około 15 CH-47C, a w siłach powietrznych IRIAF 4 CH-47C. W związku z embargiem pozostałe maszyny służą jako rezerwuar części zamiennych[13].

 Japonia (68 CH-47J/JA)
- Na początku lat 80. XX w., japońska Agencja Obrony rozpoczęła poszukiwanie następców używanych przez lądowy i lotniczy komponent Japońskich Sił Samoobrony śmigłowców CH-46, ich licencyjnej wersji produkowanych w zakładach Kawasaki. Od nowych maszyn oczekiwano większego zasięgu, prędkości i udźwigu. W toku analiz, finalnie w listopadzie 1982 roku pod uwagę wzięto dwa tym maszyn, Boeing CH-47 Chinook i Sikorsky CH-53E Super Stallion. Zakładano albo podjęcie licencyjnej produkcji śmigłowca w Japonii albo import gotowych maszyn ze Stanów Zjednoczonych. W sierpniu 1983 roku Agencja Obrony zarekomendowała zakup licencji produkcyjnej śmigłowca CH-47. Obydwie maszyny spełniały oczekiwania Japończyków, ale niższe koszty eksploatacji Chinooka zadecydowały o jego wyborze. Za końcowy montaż płatowca, jak również silników, odpowiedzialna została firma Kawasaki Heavy Industries (KHI). W sierpniu 1984 roku KHI zawarła odpowiednią umowę z amerykańskim producentem śmigłowców, firmą Boeing Vertol i silników AVCO Lycoming. Umowa określała warunki współpracy i transferu technologii. Japońskie maszyny otrzymały oznaczenie CH-47J a silniki T55-K-712. Pierwszy egzemplarz śmigłowca przeznaczonego dla Japonii został zbudowany w amerykańskich zakładach Boeinga. Maszyna o znakach N7425H, przeznaczona dla lądowych sił samoobrony, bez pełnego wyposażenia, została oblatana 8 stycznia 1986 roku. W kwietniu tego samego roku, wraz z drugim egzemplarzem śmigłowca (o znakach N7425J, przeznaczonym dla lotniczych sił samoobrony), zostały wysłane do Japonii. W zakładach KHI naniesiono na nie malowanie, uzupełniono wyposażenie i przeprowadzono próby w locie. W Stanach wyprodukowano kolejne pięć maszyn (cztery dla sił lądowych i jeden dla powietrznych). Ich dostawy do Japonii rozpoczęto od września 1985 roku. Przesłano je w formie kompletu części do zmontowania w KHI. Pierwszy z tej serii śmigłowców oblatany został 4 lipca 1986 roku. Od ósmego egzemplarza, montaż odbywał się w KHI z wykorzystaniem części dostarczanych przez Boeinga i wytwarzanych na miejscu w Japonii. Ogółem zamówiono 110 egzemplarzy, z czego do 2022 roku Kawasaki dostarczyła 104 maszyny. Pierwszy CH-47J dla sił lądowych został przekazany 25 listopada 1986 roku. Maszyna trafiła do Eskadry Wsparcia Szkolenia Głównej Szkoły Lotniczej w Akeno. Siły powietrzne swój pierwszy śmigłowiec otrzymały 16 grudnia 1986 roku, trafił on do Lotniczego Skrzydła Doświadczalnego[14].

 Kanada (15 CH-47F)

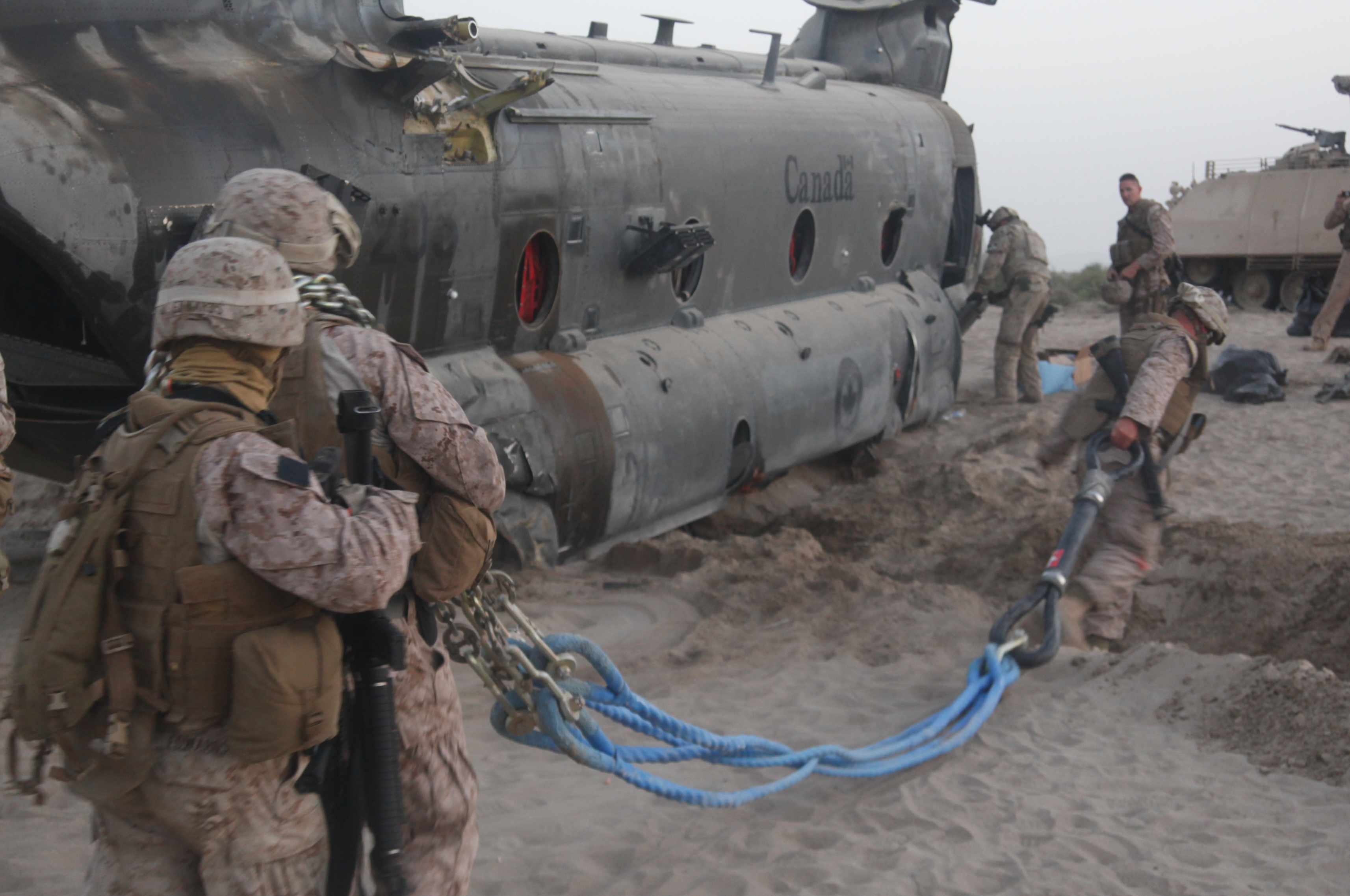
Rozbity w 2011 kanadyjski Chinook.

- Canadian Forces Air Command odebrały w latach 1974–1978 osiem CH-47C oznaczonych jako CH-147 (wyprodukowano dziewięć, pierwszy rozbił się przed odebraniem). Z powodu pewnych zmian w porównaniu do amerykańskich C nazywane były także „Super C”, jeden utracono 17 sierpnia 1982. Z powodu wysokich kosztów w 1991 pozostałe siedem sprzedano Holandii[15]. W kwietniu 2008 Kanada zwróciła się o zakup sześciu używanych CH-47D od US Army na potrzeby misji ISAF, odebrano je w Afganistanie pod koniec 2008 roku, a były operacyjne od 2009 roku. Do czasu dostaw Kanadyjczycy korzystali z prywatnych i polskich Mi-17[16]. 5 sierpnia 2010 jeden z nich po ostrzelaniu został zniszczony przy lądowaniu, kolejny przewrócił się podczas lądowania 15 maja 2011, siódmy wypożyczono doraźnie w 2011 roku[17]. W 2009 Kanada zamówiła 15 nowych CH-47F, które dostarczono do Royal Canadian Air Force w latach 2013–2014[18]. Nowa eskadra 450 Tactical Helicopter Squadron w CFB Petawawa otrzymała pierwszy CH-147F w czerwcu 2013[19].

 Korea Południowa (29 CH-47D)
- Siły Powietrzne Republiki Korei wykorzystują 6 maszyn oznaczonych HH-47D do zadań SAR, w wojska lądowe wykorzystują 23 CH-47D[20] (dostarczono łącznie 30, jeden utracono).

 Libia (3 CH-47C)
- W latach 80. Muammar al-Kaddafi kupił od Elicotteri Meridionali 20 licencyjnych CH-47C:6 dla wojsk lądowych i 14 dla Libijskich Sił Powietrznych. W 2003 12 Chinooków sprzedano do ZEA, a pozostało 8 pozostawiono w siłach powietrznych. Rebelianci w trakcie wojny domowej w 2011 mogli zestrzelić dwa Chinooki wojsk Kaddafiego.

 Maroko (12 CH-47C/D)
- Królewskie Marokańskie siły powietrzne zakupiły pierwotnie 9 CH-47C we wczesnych latach 80., śmigłowce wyprodukowali Włosi, z powodu ich niskiej sprawności w 2009 dokupiono w USA 3 CH-47D.

 Singapur (12 CH-47SD)
- Siły Powietrzne Republiki Singapuru odebrały 6 CH-47D, następnie dokupiono 10 maszyn w wersji „Super D”.

 Stany Zjednoczone (166 CH-47D, 300 CH-47F, 61 MH-47)
- United States Army wykorzystuje śmigłowce Chinook od 1962 roku. Szczególnie intensywnie były wykorzystywane Afganistanie w ramach operacji Enduring Freedom, z tego powodu w 2008 zamówiono 191 CH-47F, a w 2013 177 CH-47F. US Army ma posiadać łącznie 464 Chinooki w wersji F.[22] Zakupy obejmują zarówno nowe egzemplarze, jak i modernizację posiadanych CH-47D[23]. W 2014 dostarczono 300. CH-47F dla wojsk lądowych[24].

 Tajlandia (6 CH-47D)
- Tajskie Wojska Lądowe wykorzystują 6 CH-47D od 1989, w latach 70. w służbie było również wiele CH-47A z amerykańskiej donacji w ramach walki z komunizmem.

 Tajwan (9 CH-47SD)
- Wojsko Lądowe Republiki Chińskiej od 2002 roku wykorzystują 9 CH-47SD, stare Chinooki sprzedano prywatnej firmie do wykorzystania jako maszyny transportowo-gaśnicze.

 Turcja (1 CH-47F)
- W 2011 zamówiono 6 CH-47F dla Tureckich Sił Zbrojnych. W 2015 roku zamówiono dalsze pięć. Pięć sztuk przeznaczono dla Armii, jeden dla sztabu generalnego, cztery dla sił specjalnych, a jeden z kabiną VIP dla potrzeb prezydenta[25]. Pierwszy śmigłowiec dostarczono w połowie 2016 roku[26].

 Wielka Brytania (46 HC2/HC2A/HC3)
- Royal Air Force wykorzystują Chinooki od 1980. Pierwotnie zakupiono 41 CH-47C oznaczonych Chinook HC1, przemianowane na HC1B po wymianie wirników. 32 HC1B, wraz z trzema nowymi egzemplarzami, doprowadzono do wersji HC2, odpowiadającej CH-47D. Sześć śmigłowców ze wzmocnionym kadłubem oznaczono HC2A, osiem śmigłowców do zadań wsparcia zadań specjalnych na bazie wersji CH-47SD oznaczono HC3. W różnych okolicznościach utracono sześć śmigłowców: HC1 w 1986 (3 zabitych), HC1 w 1987 (7 zabitych), HC1 w 1988 (3 zabitych), HC2 w 1994 (29 zabitych), dwa Chinooki utracono w Afganistanie w 2009 z powodu ostrzału i twardego przyziemienia, bez ofiar w ludziach. W ramach Project Julius Boeing otrzymał kontrakt na modernizację awioniki posiadanych śmigłowców do wersji HC4, HC4A i HC5[27], zamówiono 14 nowych HC6 (CH-47F).

 Włochy (14 CH-47C, 2 CH-47F)
- Esercito Italiano odebrały od 1970 łącznie 38 licencyjnych CH-47C od Elicotteri Meridionali (teraz AgustaWestland), w 2014 służbie pozostawało 14 sztuk zmodernizowanych do standardu CH-47C Plus[20]. W 2009 dla ich zastąpienia zamówiono 16 ICH-47F, śmigłowce zmontuje w latach 2013–2017 AgustaWestland[28]. ICH-47F oblatano w czerwcu 2013, a dwie pierwsze sztuki dostarczono październiku 2014[29].

 Zjednoczone Emiraty Arabskie (12 CH-47C)
- Siły Powietrzne Zjednoczonych Emiratów Arabskich odkupiły w 2003 12 CH-47C od Libii, 9 z nich trafiło najpierw na remonty do zakładów AgustaWestland. W 2010 śmigłowce te niosły pomoc w czasie powodzi w Pakistanie.

### Przyszli użytkownicy
IndieW 2015 zamówiono 15 CH-47F.
 Arabia SaudyjskaW grudniu 2016 kongres zaakceptował możliwą sprzedaż 48 CH-47F Arabii Saudyjskiej. W maju 2017 podpisano porozumienie (letter of agreement) dot. zakupu 48 śmigłowców za ok. 3,5 mld USD. Umowa nie została jeszcze sfinalizowana.

### Dawni użytkownicy
Argentyna
- Fuerza Aérea Argentina zakupiły 3 CH-47C do zaopatrywania stacji na Antarktydzie, pierwsza misja miała miejsce w 1980, w 1982 rozbił się jeden ze śmigłowców. Wycofano je w 2002, a ich zadania przejęły Mi-17 wojsk lądowych.

 Wietnam
- Wietnamskie Ludowe Siły Powietrzne zdobyły 34 CH-47A, które należały wcześniej do Wietnamskich Sił Powietrznych z Południa. Wykorzystywano je operacyjnie m.in. podczas inwazji na Kambodżę oraz w wojnie z Chinami w 1979.

CH-47 są wykorzystywane w lotnictwie cywilnym w Ekwadorze, Kanadzie i na Tajwanie, a dawniej także przez firmy z USA, Wielkiej Brytanii i Norwegii.